# Cratere Rose
Rose  è un cratere sulla superficie di Venere.